# Alegoria (matemática)
No campo matemático da teoria das categorias, uma alegoria é uma categoria que possui parte da estrutura da categoria Rel de conjuntos e relações binárias entre eles. Alegorias podem ser usadas como uma abstração de categorias de relações, e nesse sentido, a teoria das alegorias é uma generalização da álgebra de relações para relações entre diferentes tipos. Alegorias também são úteis na definição e investigação de certas construções na teoria das categorias, como as completudes exatas.
Neste artigo, adotamos a convenção de que morfismos se compõem da direita para a esquerda, então RS significa "primeiro faça S, depois faça R".

## Definição
Uma alegoria é uma categoria na qual
- cada morfismo {\displaystyle R\colon X\to Y} está associado a uma anti-involução, ou seja, um morfismo {\displaystyle R^{\circ }\colon Y\to X} com {\displaystyle R^{\circ \circ }=R} e {\displaystyle (RS)^{\circ }=S^{\circ }R^{\circ }{\text{;}}} e
- cada par de morfismos {\displaystyle R,S\colon X\to Y} com domínio/codomínio comum está associado a uma interseção, ou seja, um morfismo {\displaystyle R\cap S\colon X\to Y}

todos de tal forma que
- interseções são idempotentes: {\displaystyle R\cap R=R,} comutativas: {\displaystyle R\cap S=S\cap R,} e associativas: {\displaystyle (R\cap S)\cap T=R\cap (S\cap T);}
- anti-involução distribui sobre interseção: {\displaystyle (R\cap S)^{\circ }=R^{\circ }\cap S^{\circ };}
- composição é semi-distributiva sobre interseção: {\displaystyle R(S\cap T)\subseteq RS\cap RT} e {\displaystyle (R\cap S)T\subseteq RT\cap ST;} e
- a lei da modularidade é satisfeita: {\displaystyle RS\cap T\subseteq (R\cap TS^{\circ })S.}

Aqui, estamos abreviando usando a ordem definida pela interseção: {\displaystyle R\subseteq S} significa {\displaystyle R=R\cap S.}
Um primeiro exemplo de uma alegoria é a categoria de conjuntos e relações. Os objetos desta alegoria são conjuntos, e um morfismo {\displaystyle X\to Y} é uma relação binária entre X e Y. A composição de morfismos é composição de relações, e a anti-involução de {\displaystyle R} é a relação inversa {\displaystyle R^{\circ }}: {\displaystyle yR^{\circ }x} se e somente se {\displaystyle xRy}. Interseção de morfismos é (teórica de conjuntos) interseção de relações.

## Categorias Regulares e Alegorias

### Alegorias de relações em categorias regulares
Em uma categoria C, uma relação entre objetos X e Y é um span de morfismos {\displaystyle X\gets R\to Y} que é conjuntamente monomórfico. Dois spans como {\displaystyle X\gets S\to Y} e {\displaystyle X\gets T\to Y} são considerados equivalentes quando há um isomorfismo entre S e T que faz tudo comutar; falando estritamente, relações são definidas apenas até a equivalência (pode-se formalizar isso usando classes de equivalência ou bicategorias). Se a categoria C possui produtos, uma relação entre X e Y é a mesma coisa que um monomorfismo em X × Y (ou uma classe de equivalência de tal). Na presença de pullbacks e um sistema de fatorização apropriado, pode-se definir a composição de relações. A composição {\displaystyle X\gets R\to Y\gets S\to Z} é encontrada primeiro puxando o cospan {\displaystyle R\to Y\gets S} e depois tomando a imagem conjuntamente monomórfica do span resultante {\displaystyle X\gets R\gets \bullet \to S\to Z.}
A composição de relações será associativa se o sistema de fatorização for apropriadamente estável. Neste caso, pode-se considerar uma categoria Rel(C), com os mesmos objetos que C, mas onde morfismos são relações entre os objetos. As relações identidade são as diagonais {\displaystyle X\to X\times X.}
Uma categoria regular (uma categoria com limites finitos e imagens nas quais as coberturas são estáveis sob pullback) possui um sistema de fatorização regular epi/mono estável. A categoria de relações para uma categoria regular é sempre uma alegoria. A anti-involução é definida invertendo a fonte/destino da relação, e as interseções são interseções de subobjetos, calculadas por pullback.

### Mapas em alegorias e tabulações
Um morfismo R em uma alegoria A é chamado de mapa se for completo {\displaystyle (1\subseteq R^{\circ }R)} e determinístico {\displaystyle (RR^{\circ }\subseteq 1).} Outra maneira de dizer isso é que um mapa é um morfismo que tem um adjunto à direita em A quando A é considerado, usando a estrutura de ordem local, como uma 2-categoria. Mapas em uma alegoria são fechados sob identidade e composição. Assim, existe uma subcategoria Map(A) de A com os mesmos objetos, mas apenas os mapas como morfismos. Para uma categoria regular C, existe um isomorfismo de categorias {\displaystyle C\cong \operatorname {Map} (\operatorname {Rel} (C)).} Em particular, um morfismo em Map(Rel(Set)) é apenas uma função de conjunto set function comum.
Em uma alegoria, um morfismo {\displaystyle R\colon X\to Y} é tabulado por um par de mapas {\displaystyle f\colon Z\to X} e {\displaystyle g\colon Z\to Y} se {\displaystyle gf^{\circ }=R} e {\displaystyle f^{\circ }f\cap g^{\circ }g=1.} Uma alegoria é chamada de tabular se todo morfismo tiver uma tabulação. Para uma categoria regular C, a alegoria Rel(C) é sempre tabular. Por outro lado, para qualquer alegoria tabular A, a categoria Map(A) de mapas é uma categoria localmente regular: possui pullbacks, equalizadores, e imagens que são estáveis sob pullback. Isso é suficiente para estudar relações em Map(A), e nesse contexto, {\displaystyle A\cong \operatorname {Rel} (\operatorname {Map} (A)).}

### Alegorias Unitais e Categorias Regulares de Mapas
Uma unidade em uma alegoria é um objeto U para o qual a identidade é o maior morfismo {\displaystyle U\to U,} e tal que de todo outro objeto, existe uma relação completa para U. Uma alegoria com uma unidade é chamada de unital. Dada uma alegoria tabular A, a categoria Map(A) é uma categoria regular (ela tem um objeto terminal) se e somente se A é unital.

### Tipos Mais Sofisticados de Alegoria
Propriedades adicionais de alegorias podem ser axiomatizadas. Alegorias Distributivas têm uma operação semelhante à união que é adequadamente bem-comportada, e alegorias de divisão têm uma generalização da operação de divisão da álgebra de relações. Alegorias de Potência são alegorias distributivas de divisão com estrutura adicional semelhante a conjunto das partes. A conexão entre alegorias e categorias regulares pode ser desenvolvida em uma conexão entre alegorias de potência e toposes.